# Tony Taylor (basket-ball)
Pour les articles homonymes, voir Tony Taylor et Taylor.
Tony Taylor, né le 9 août 1990 à Sleepy Hollow, est un joueur américain de basket-ball.